# Station Topsham
Topsham is een spoorwegstation van National Rail in Exeter in Engeland. Het station is eigendom van Network Rail en wordt beheerd door Great Western Railway. 